# Majlát
Ez a szócikk a keresztnévről szól. Lásd még: Majláth (egyértelműsítő lap).
A Majlát régi magyar személynév, jelentése előre látó, eredete ismeretlen.

## Gyakorisága
Az 1990-es években szórványos név, a 2000-es években nem szerepel a 100 leggyakoribb férfinév között.

## Névnap
- május 11.